# Mohamed Mezgrani
Mohamed Mezgrani (Orán, 1994. június 2. –) algériai labdarúgó, a Ruch Chorzów játékosa.

## Pályafutása

### Klubcsapatokban
Mezgrani a belga Standard de Liège akadémiáján nevelkedett. 2013 és 2015 között előbb a KFC Turnhout, majd a 2015-2016-os idényben a KFC Duffel játékosa volt. 2016 és 2018 között az akkor holland másodosztályú RKC Waalwijk színeiben futballozott. 2018-ban az USM Alger labdarúgója volt.

#### Budapest Honvéd
2019. január 29-én kétéves szerződést ír alá a Honvéddal, és az első szezonban bejutott a Magyar Kupa döntőjébe, ahol a MOL Vidi ellen vereséget szenvedtek. A következő idényben a sérülése miatt fél szezont kihagyott, a visszatérés utáni első bajnoki meccset pedig a Puskás Akadémia ellen játszotta 2020. február 22-én. A 2019-20-as szezonban csapatával kupagyőztes lett, a sorozatban 5 kupamérkőzésen lépett pályára. 2021. május 2-án megszerezte első gólját a Budafok ellen 1–0-ra megnyert mérkőzésen.

#### Puskás Akadémia
2022. január 3-án jelentették be, hogy a Puskás Akadémia csapatába szerződött.

#### Lengyelországban
2024. február 8-án szabadon igazolható játékosként a lengyel élvonalban szereplő Warta Poznań játékosa lett, de miután a csapat a szezon végén kiesett az Ekstraklasából, Mezgrani távozott a klubtól. 2024. augusztus 29-én  aláírt a szintén élvonalbeli Ruch Chorzówhoz.

## Sikerei, díjai
Budapest Honvéd
- Magyar Kupa-döntős: 2018–19
- Magyar Kupa-győztes: 2019–20

 Puskás Akadémia
- Magyar labdarúgó-bajnokság bronzérmes: 2021–22